# Vale do Souto
O Vale do Souto é uma aldeia com 95 habitantes (2011) pertencente à freguesia do Mosteiro (Oleiros). A terra fica situada numa colina entre duas ribeiras (a ribeira da Sertã e a ribeira do Escaldado) e está rodeada por montes cobertos de pinheiros. Outrora, o vale era ocupado por castanheiros que foram mais tarde substituídos por oliveiras.
Como o terreno é fértil, os habitantes dedicaram-se bastante à agricultura. Para poderem regar com facilidade existe uma levada com vários quilómetros de comprimento que remonta ao século XVIII.
Na parte mais antiga da povoação ainda hoje podemos observar casas feitas de pedra e barro e cobertas com telhas grosseiras.
No final do século XX foram encontrados vestígios arqueológicos importantes para a história da localidade. As escavações então realizadas permitiram concluir que os Romanos povoaram a região há mais de 2 000 anos. Um dos achados mais significativos dessas escavações é uma árula votiva.

## Cultura
O Vale do Souto é a sede da ARCVASO, que tutela a Casa da Cultura Maria da Sala, uma casa-museu etnográfica. Ali existe a tradição da divisão do burro, um evento realizado por ocasião do Carnaval.